# Johann Dürr

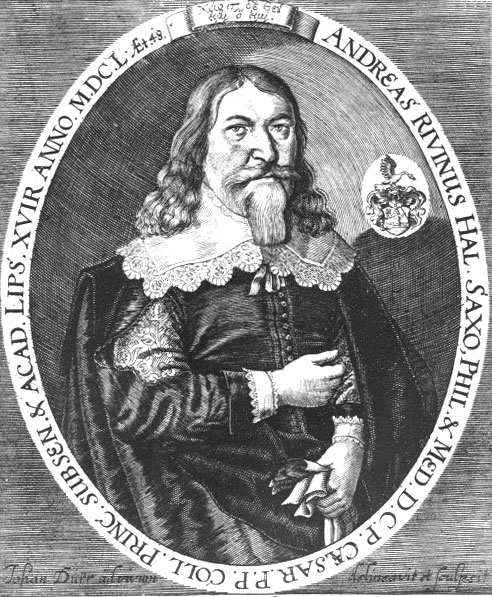
Johann Dürr, Andreas Rivinus, 1650

Johann Dürr, pseudonim Augustanus (ur. ok. 1600 w Augsburgu, zm. 16 czerwca 1663 w Weimarze) – niemiecki miedziorytnik. Stworzył liczne portrety i pejzaże, a także drzewo genealogiczne księcia elektora Saksonii Jana Jerzego I Wettyna.